# Wapen van Oaxaca
Het wapen van Oaxaca is het officiële symbool van de Mexicaanse staat Oaxaca; het staat centraal in de niet-officiële vlag van Oaxaca.
Het wapen bestaat uit een schild op een rood linnen doek, waarbij de rode kleur verwijst naar de vrijheidsstrijd van de inwoners van Oaxaca. Het schild wordt gekroond door de adelaar uit het wapen van Mexico. In de witte rand van het schild staat in zwarte hoofdletters El Respeto al Derecho Ajeno es la Paz ("Repect voor de rechten van anderen is Vrede"), een uitspraak van Benito Juárez. De woorden van deze uitspraak worden van elkaar gescheiden door cactusbladeren die naar de vroegere weelde van het gebied verwijzen. Onder het schild staat op een zwart lint de officiële naam van de staat.
Het schild is in drie delen verdeeld. Het eerste deel toont een symbolische weergave van de herkomst van de naam Oaxaca, die zou zijn afgeleid van het Nahuatl-woord Huaxyacac dat "in de neus (het einde) van de mimosa" betekent; de afbeelding bestaat dan ook uit een neus en een gestroomlijnde weergave van fruit van de mimosaboom. Het tweede deel bevat een afbeelding van het paleis van Mitla als symbool van het verleden van de Zapoteken en de Mixteken. Naast het paleis staat een Dominicaans kruis als symbool voor het werk dat de Dominicanen in Oaxaca hebben gedaan. Het onderste deel van het schild bestaat uit een rode achtergrond waarop twee witte handen staan afgebeeld. Om deze handen hangen kettingen die gebroken zijn. Dit verwijst naar het einde van de onderdrukking en naar de vrijheid van het gebied.
Om het schild staan zeven sterren. Zij verwijzen naar de zeven regio's van de staat: la Cañada, la Valle, Mixteca Alta, Mixteca Baja, het berggebied, het kustgebied en de Landengte van Tehuantepec.